# Eddie Meduza
Eddie Meduza (* 17. Juni 1948 in Göteborg-Örgryte; † 17. Januar 2002 in Nöbbele, Gemeinde Växjö; eigentlich Errol Leonard Norstedt) war ein schwedischer Komponist, Liedtexter, Komiker, Sänger und Musiker.
Bekannt wurde Eddie Meduza auch mit der Band Eddie Meduza & the Roaring Cadillacs.

## Leben

### Karriere
Die erste Platte von Errol Norstedt war das Album Errol von 1975. Das Album war nicht sehr erfolgreich, aber 1979 machte er das Album Eddie Meduza & Roarin' Cadillacs, das den Hit Punkjävlar hatte. Das Lied Yea Yea Yea wurde ein Nummer-1-Hit in Europa. Das nächste Album Garagetaper kam 1980 und wurde nicht der gleiche Erfolg wie das vorherige Album, aber das nächste Album Gasen I Botten war Eddie Meduzas großer Durchbruch mit Hits wie Gasen I Botten und Mera Brännvin. Im Laufe der Jahre produzierte er weiterhin Platten und tourte in Schweden, Norwegen und Finnland.

### Trivia
Die meisten seiner Songs waren auf Schwedisch oder Englisch, aber das Lied Bomparock Aus Österreich war auf Deutsch.

### Tod
Er starb erst 53 Jahre alt an einem Herzinfarkt. Er hatte fast sein ganzes Leben lang Probleme mit Alkoholismus.

## Diskografie

### Studioalben
| Jahr | Titel                             | Höchstplatzierung, Gesamtwochen, AuszeichnungChartsChartplatzierungen (Jahr, Titel, Platzierungen, Wochen, Auszeichnungen, Anmerkungen) | Anmerkungen                       |
| Jahr | Titel                             | SE | Anmerkungen                       |
| ---- | --------------------------------- | --- | --------------------------------- |
| 1979 | Eddie Meduza & Roarin’ Cadillacs  | SE29 (7 Wo.)SE |                                   |
| 1981 | Gasen i botten                    | SE13 (8 Wo.)SE |                                   |
| 1982 | För jævle braa!                   | SE14 (6 Wo.)SE |                                   |
| 1983 | Dåren é lös                       | SE23 (3 Wo.)SE |                                   |
| 1984 | West A Fool Away                  | SE26 (2 Wo.)SE |                                   |
| 2023 | För jævle braa! [Limited Edition] | SE17 (1 Wo.)SE | Vinyl-Ausgabe des Albums von 1982 |

Weitere Studioalben
- 1975: Errol
- 1980: Garagetaper
- 1985: Ain’t Got No Cadillac
- 1990: You Ain’t My Friend
- 1994: Eddie Meduza
- 1995: Harley Davidson
- 1997: The Roarin' Cadillacs Live
- 1997: Silver Wheels
- 1998: Värsting Hits
- 1999: Väg 13
- 1999: Dance Mix
- 2001: Scoop
- 2013: Dubbelidioterna
- 2013: Raggare

### Kompilationen
| Jahr | Titel                          | Höchstplatzierung, Gesamtwochen, AuszeichnungChartsChartplatzierungen (Jahr, Titel, Platzierungen, Wochen, Auszeichnungen, Anmerkungen) | Anmerkungen |
| Jahr | Titel                          | SE | Anmerkungen |
| ---- | ------------------------------ | --- | ----------- |
| 1982 | 21 värsta                      | SE22 (2 Wo.)SE |             |
| 1998 | Hetaste låtarna                | SE52 (1 Wo.)SE |             |
| 2002 | Just Like an Eagle – 1948-2002 | SE3 Gold · (13 Wo.)SE |             |
| 2003 | Live(s)!                       | SE3 (6 Wo.)SE |             |
| 2004 | Rock’n Rebel                   | SE50 (2 Wo.)SE |             |
| 2006 | Dragspelsrock                  | SE37 (2 Wo.)SE |             |
| 2010 | Rockabilly Rebel               | SE6 (14 Wo.)SE |             |
| 2010 | Musikanten från vidderna       | SE59 (1 Wo.)SE |             |
| 2014 | En jävla massa hits            | SE6 (11 Wo.)SE |             |
| 2016 | The Lost Tape                  | SE19 (1 Wo.)SE |             |

Weitere Kompilationen 
- 1989: Dom Dåraktigaste Dumheterna Digitalt (Röven 1)
- 1989: Dom Dåraktigaste Dumheterna Digitalt (Röven 2)
- 1990: På Begäran
- 1991: Collection (Doppel-LP)
- 1995: Eddie Meduza (2 CD)
- 1999: Alla Tiders Fyllekalas Vol. 1
- 1999: Alla Tiders Fyllekalas Vol. 2
- 1999: Alla Tiders Fyllekalas Vol. 3
- 2000: Alla Tiders Fyllekalas Vol. 4
- 2000: Alla Tiders Fyllekalas Vol. 5
- 2000: Alla Tiders Fyllekalas Vol. 6
- 2001: Alla Tiders Fyllekalas Vol. 7
- 2001: Alla Tiders Fyllekalas Vol. 8
- 2001: Alla Tiders Fyllekalas Vol. 9
- 2002: Alla Tiders Fyllekalas Vol. 10
- 2002: Alla Tiders Fyllekalas Vol. 11
- 2002: Alla Tiders Fyllekalas Vol. 12
- 2003: 100% Eddie Meduza
- 2005: Alla Tiders Fyllekalas Vol. 13
- 2005: Alla Tiders Fyllekalas Vol. 14
- 2005: Alla Tiders Fyllekalas Vol. 15
- 2005: Alla Tiders Fyllekalas Vol. 16
- 2008: Eddie Meduzas Samlade Verk
- 2014: Jag och min far (mit Anders Norstedt)

### Singles
| Jahr | Titel Album                                 | Höchstplatzierung, Gesamtwochen, AuszeichnungChartsChartplatzierungen (Jahr, Titel, Album, Platzierungen, Wochen, Auszeichnungen, Anmerkungen) | Anmerkungen                                     |
| Jahr | Titel Album                                 | SE | Anmerkungen                                     |
| ---- | ------------------------------------------- | --- | ----------------------------------------------- |
| 1978 | Punkjävlar Eddie Meduza & Roarin’ Cadillacs | SE18 (2 Wo.)SE | B-Seite: Oh What a Cadillac                     |
| 1979 | Såssialdemokraterna Garagetaper             | SE17 (4 Wo.)SE | B-Seite: Norwegian Boogie / Roll Over Beethoven |
| 1981 | Jag vill ha en volvo –                      | SE17 (3 Wo.)SE |                                                 |
| 1982 | Jätteparty ikväll För jævle braa!           | SE12 (3 Wo.)SE | B-Seite: Tonight                                |
| 1982 | Sverige För jævle braa!                     | SE8 (3 Wo.)SE | B-Seite: Stupid Cupid                           |
| 1982 | Jätteparty ikväll För jævle braa!           | SE12 (3 Wo.)SE |                                                 |
| 1990 | Midsommarnatt You Ain’t My Friend           | SE59 (… Wo.)SE | Charteinstieg in SE erst 2021                   |

Weitere Singles
- 1975: Tretton År / Här Hemma (unter seinem richtigen Namen)
- 1979: Not For Sale (Promo)
- 1979: The Eddie Meduza Rock’n Roll Show 1979 (Promo)
- 1979: Yea Yea Yea / Honey B
- 1981: Volvo / 34:an
- 1981: Gasen I Botten / Mera Brännvin
- 1982: Han Eller Jag, Vem Ska Du Ha / Tonight (wurde nie veröffentlicht)
- 1983: Fruntimmer Ska En Ha… / (keine B-Seite)
- 1983: Fruntimmer Ska En Ha… / Han Eller Jag, Vem Ska Du Ha?
- 1983: Jag Vill Ha En Brud Med Stora Bröst / Leader Of The Rockers
- 1983: Jag Vill Ha En Brud Med Stora Pattar / Leader Of The Rockers
- 1984: Sveriges Kompani (Militärpolka) / Dunder Å Snus
- 1984: Punkar’n Å Raggar’n / Hej På Dig Evert
- 1984: Fisdisco / California Sun
- 1985: The Wanderer / It’s All Over Now
- 1988: Småländsk Sommarnatt / Birds And Bees (Unter Pseudonymen „Marcel Jelevac“ und „Terry Clifton“)
- 1990: Sweet Linda Boogie / Heart Don’t Be A Fool
- 1990: Sweet Linda Boogie / Oh, Gabrielle / Crying In My Pillow (CD-promo)

### Videoalben
| Jahr | Titel                   | Höchstplatzierung, Gesamtwochen, AuszeichnungChartsChartplatzierungen (Jahr, Titel, Platzierungen, Wochen, Auszeichnungen, Anmerkungen) | Anmerkungen         |
| Jahr | Titel                   | SE | Anmerkungen         |
| ---- | ----------------------- | --- | ------------------- |
| 2004 | Live(s)!                | SE7 (2 Wo.)SE |                     |
| 2010 | Eleganten från Vidderna | SE1 Gold · (61 Wo.)SE |                     |
| 2013 | Levande på Grönan 1993  | SE1 (15 Wo.)SE |                     |
| 2014 | Sådan far sådan son     | SE1 (30 Wo.)SE | mit Anders Norstedt |